# Ayas

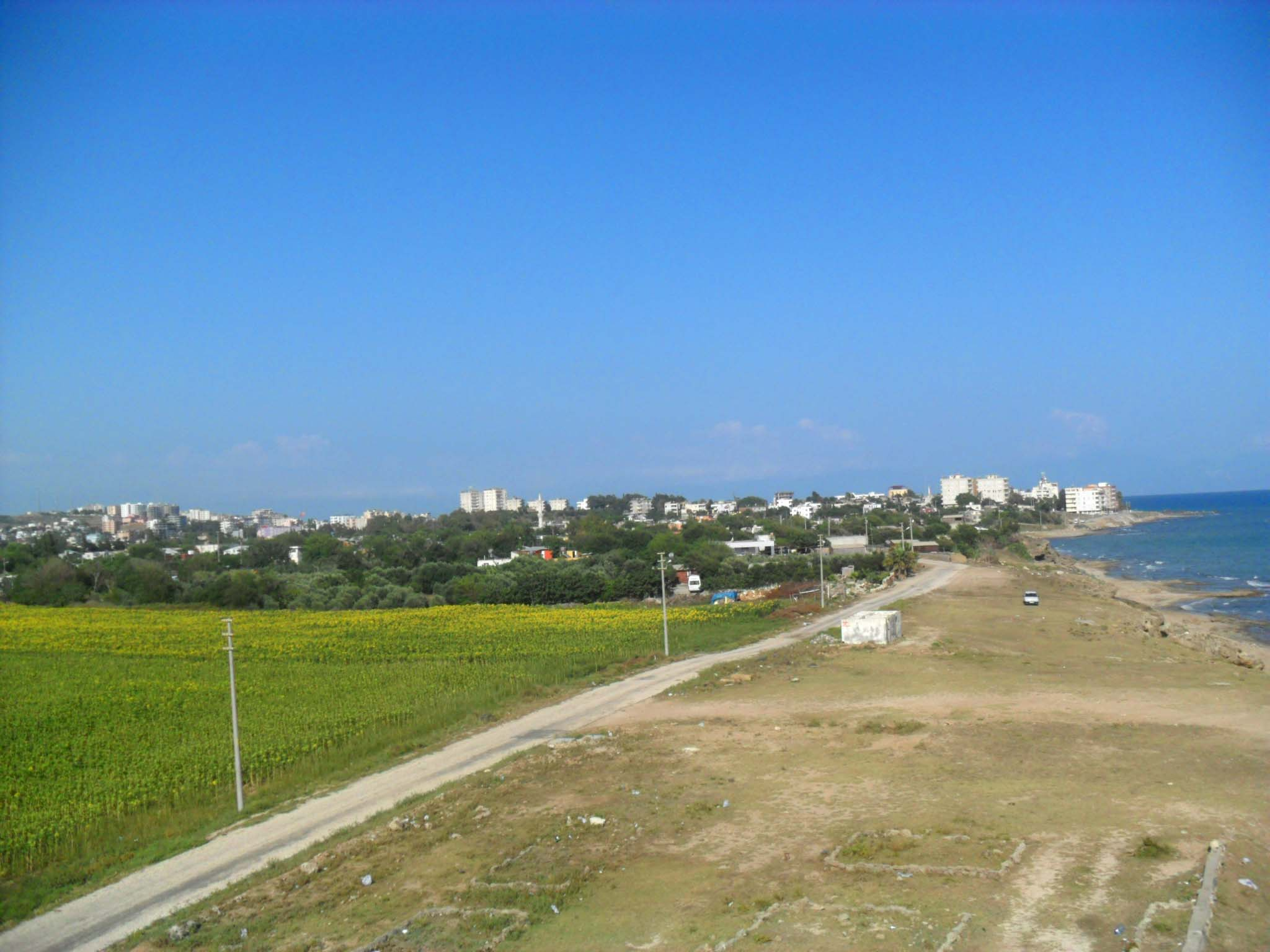
Yumurtalık visto desde la Torre de Soleiman

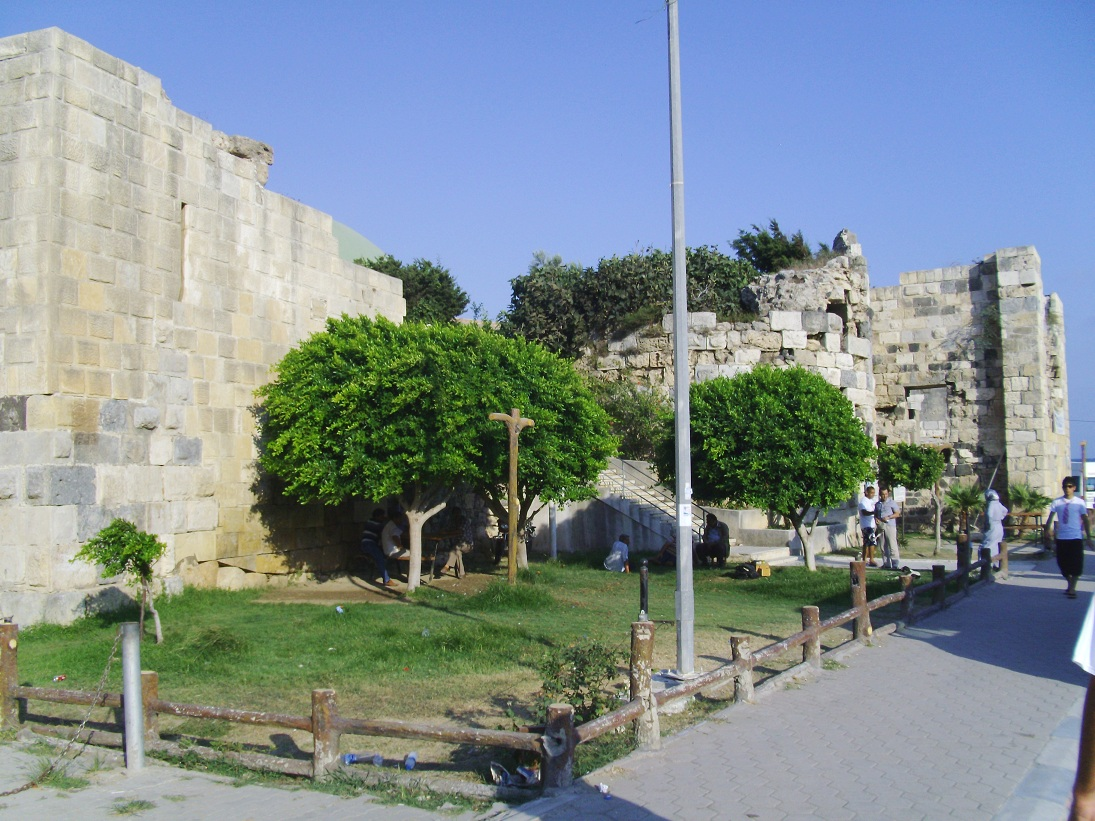
Castillo de Ayas

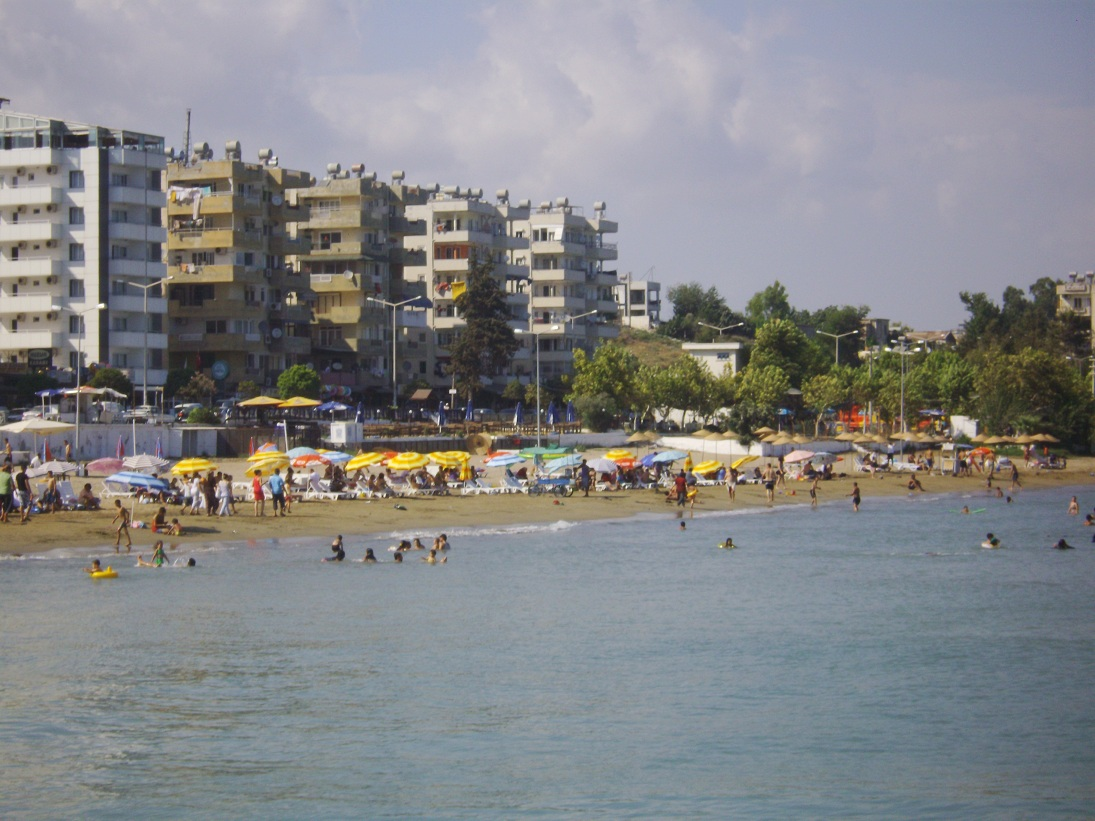
Playa de Yumurtalık

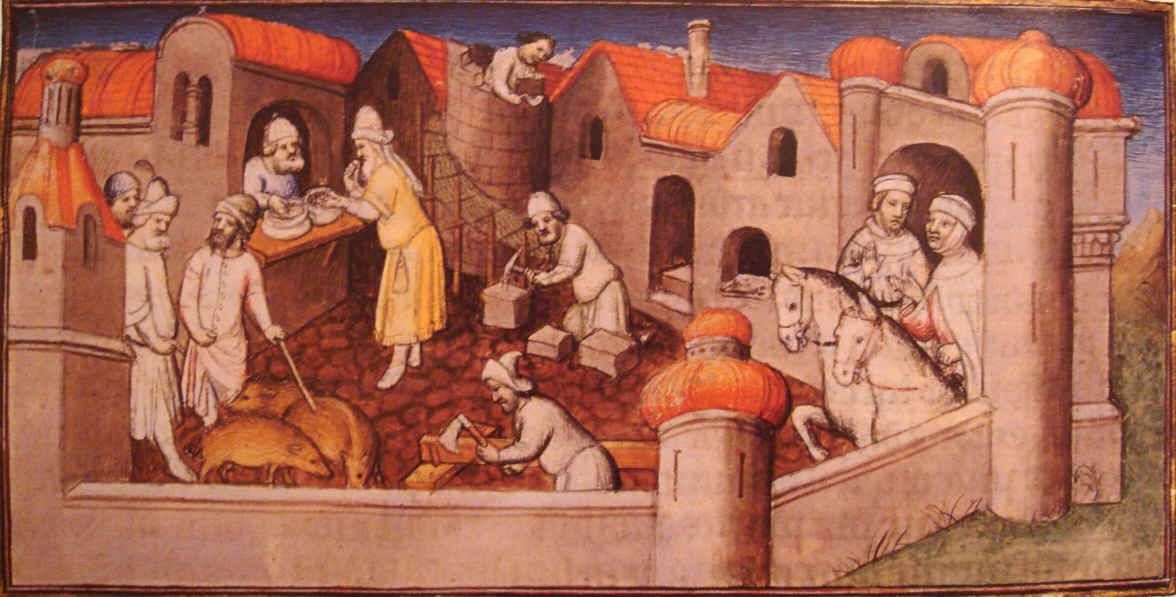
Una vista del puerto de Ayas cuando Marco Polo visitó Ayas/Lajazzo (1271), en "Le Livre des Merveilles".

Ayas es el antiguo nombre del puerto de la ciudad-distrito de Yumurtalık, cerca de Adana y perteneciente a la provincia de Adana, en el sureste de Turquía.

## Ubicación
Ayas se ubicaba al este de la desembocadura del río Ceyhan (río llamado por los clásicos «Píramo») en el golfo de Isos (actualmente el golfo de Alejandreta) del mar Mediterráneo, y a una altitud media de solo 1 metro snm (36°46′00″N 35°47′00″E / 36.76667, 35.78333).

## Historia
En tiempos clásicos se llamaba Égeas (en latín, Aegeae) y es mencionada —principalmente como puerto— por Pausanias (V,21,11); también la menciona Tácito en los Anales XIII:8. En las monedas antiguas aparece con el nombre griego arcaico de Egas, al igual que la capital real de Macedonia lo cual ha hecho suponer que fue fundada por grecomacedonios, en estas monedas suele aparecer representada una cabra y la expresión de Esculapio satisfecho por el culto que en esta ciudad se le dedicaba. Dada la importancia que entonces tenía su buen puerto fue disputada militarmente por la Iberia Caucásica y los partos y por Roma y Armenia; por este motivo ya para Julio César fue un sitio de importancia estratégica (como luego para el Imperio romano en la lucha contra los partos) en la penetración hacia Siria, por este motivo recibió la categoría de Oppidum liberum En esta ciudad , durante el siglo I, estudió Apolonio de Tiana. Allí en tiempos del emperador Numeriano (283-84) fue martirizado Talelao, santo en la iglesia griega. Fue también probablemente la ciudad natal de los santos Cosme y Damián (del siglo IV).
En la Edad Media fue conocida con el nombre italiano de Lajazzo (variado también como Ajazzo o Ajas) y por los francos (europeos occidentales que participaban de las cruzadas) como Laia. 
Esta ciudad portuaria era el punto de llegada del comercio que por Anatolia circulaba en Persia y Asia Central y hasta la China siguiendo la Ruta de la Seda. La creación de los estados francos del Levante mediterráneo al final el siglo XI incrementó su importancia. El embajador genovés Ogerio di Palla obtuvo (1201) del rey León II de Armenia la franquicia aduanera y el establecimiento de almacenes o depósitos en los cercanos puertos de Seis, Mamistra y Tarso. En 1215 el vizconde (es decir el cónsul) genovés a Cilicia, Ugone Ferrario, logró la extensión de los privilegios hasta Lajazzio. Venecia obtuvo también privilegios a partir de la embajada de Jacopo Bodoaro en el 1201, pero menos importantes que las genoveses.
La caída de los principados francos de Antioquia en 1268 y de San Juan de Acre el 1291 aumentaron extraordinariamente su importancia como punto máximo del comercio de Levante ya que el otro puerto importante, Córico,se ubicaba más al oeste. Los armenios tenían un puesto aduanero en las cercanías de Lajazzo, en el golfo de Alejandreta (Iskenderun o Isos), puesto que los francos llamaban la Portelle y en general Portella (moderna Sakaltutan). Las tasas en Alejandría (Egipto) eran más altas y Lajazzo competía con éxito; allí llegaban toda clase de mercancías y toda clase de mercaderes de Génova, Venecia, Pisa, Barcelona, Florencia, Marsella, y otros lugares. Productos principales del comercio que se realizaba en Lajazzio eran las especias (la pimienta, el jengibre, la canela, el nard, el girofle, la nuez moscada) las perlas procedentes del océano Índico los diamantes del Deccan, las maderas como el sándalo, el índigo, las sedas, los tapices y alfombras, los bordados, el hierro de los montes Tauro, la madera de los bosques de Cilícia, lanas de las cabras de Armenia, el algodón cilicio de excelente calidad, y otros productos.
El 1271 el rey León III de Armenia Menor y la República de Venecia firmaron un tratado donde ya se habla de un alcalde veneciano en la ciudad, y el puerto mantenía servicios marítimos regulares con Chipre. Rubruquis volvió a Europa luego de su largo viaje partiendo desde Lajazzo, Marco Polo visitó la ciudad el 1271 y la describió como una gran villa comercial el 1298. También el comercio genovés era importante y las actas notariales lo demuestran con muchos detalles. Los genoveses compraban todos los productos mencionados y llevaban a Cilícia vino, aceite, telas, y otros productos. El 1275 sufrió un ataque de los Mamelucos egipcios. El 1288 el rey León III y el almirante genovés Benedetto Zaccaria llegaron a un nuevo acuerdo que reguló la colonia genovesa en Lajazzo, que tenía a su frente a un vizconde o cónsul. Los florentinos tenían como principales comerciantes en la ciudad a la familia Bardi (banqueros y comerciantes) con un agente notable que se decía Pegolotti (autor del tratado sobre la Prattica della mercatura); los florentinos obtuvieron franquicia aduanera el 1335. 
El 1294 se libró ante Lajazzo una batalla naval entre genoveses y venecianos, en la que los primeros obtuvieron la victoria. Algunos eruditos creen que Marco Polo fue hecho prisionero en esta batalla.
Dado que Lajazzo era una competencia con su puerto de Alejandría los mamelucos atacaron la ciudad varias veces, principalmente el 1322 (Al-Nasir Muhammad, la hizo saquear pero la devolvió en el tratado de paz de 1325) y el 1337, pero no se mantuvieron allí. Finalmente el 25 de mayo de 1347 la ocuparon de forma permanente y la destruyeron. Así se inició una decadencia acentuada porque los sedimentos del río ensanchar la boca a la desembocadura y toda la zona del entorno se convirtió en un campo de marismas. No obstante el 1400 aún era un distrito de la provincia mameluca de Alepo.
Pasó al poder de los turcos otomanos en 1517. Bajo los otomanos primero fue un nahiye" o bucak de la kaza de Payas del sancak "Cebel-i Bereket" (hoy Osmaniye) del eyalet de Adana.
Paralelo a los cambios en las rutas marítimas del Mediterráneo oriental, el puerto de Ayas perdió su importancia del medievo.
Una kaza desde la reforma administrativa otomana del Tanzimat, hasta 19 de julio de 1926, en esta fecha, en la época republicana, Yumurtalık ha sido reducido de nuevo a un nahiye de Ceyhan, y, desde 1 de abril de 1959 es un distrito de Adana.